# 会計検査院
会計検査院（かいけいけんさいん、英語: Board of Audit of Japan、略称: BAJ）は、日本の行政機関のひとつ。内閣から完全に独立して存在する唯一の行政機関であり、国・政府関係機関の決算、独立行政法人等の会計、国が財政援助する地方公共団体の会計などの検査を行い、決算検査報告を作成することを主要な任務とする。

## 概説
1880年（明治13年）に大蔵省から監査部門を独立させる形で設置され、外務省に次いで、改称せず現存する2番目に古い国家機関である。会計検査院と同じ内閣外として設置された機関として枢密院、元老院等があるが廃止されている。
大日本帝国憲法下でも、行政機関の組織および職権は「勅令」で定められていたものがほとんどであるが、会計検査院の設置は「勅令」ではなく大日本帝国憲法第72条に明記され、かつ、組織についても法律によるなど、「官制大権（大日本帝国憲法第10条）」の例外とされていた。
日本国憲法第90条第2項、会計検査院法第1条の規定により、内閣に対し独立の地位を有する。さらに会計検査院の検査権限は内閣及びその所轄下にある各機関のみならず、国会（衆議院、参議院）、最高裁判所をも含むすべての国家機関に対して当然に及ぶなど、一般の行政機関とは際立って異なる性格を有している。また、憲法にその設置が規定（第90条）されているため、その改廃には、憲法第96条における憲法改正を要する点も他の行政機関と異なる。

## 沿革

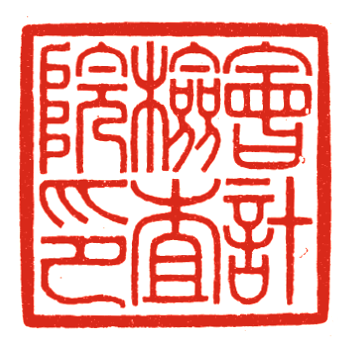
会計検査院の印（明治6年当時）

- 1880年（明治13年）3月5日 大蔵省検査局を廃止して会計検査院を設置[5]。
- 1886年（明治19年）4月17日 会計検査院官制 （明治19年勅令第20号）公布[6]。この勅令は、明示的には廃止されていないが、会計検査院法の制定により「実効性喪失」とされている[7]。
- 1889年（明治22年）5月10日 会計検査院法（明治22年法律第15号）公布。会計検査院長は天皇に直属し、国務大臣に対し独立の地位（第1条）となる[3]。
- 1947年（昭和22年）
  - 4月19日 会計検査院法（昭和22年法律第73号）公布。
  - 5月3日 （新）会計検査院法施行。

1880年3月5日、太政官の下に設置されて120年以上の歴史を有する。太政官達18号によって大蔵省の一部局である検査局を廃止して、太政官に直属する地位をもつ会計検査院を設置した。太政官達18号を以下に引用する。
当時の参議兼大蔵卿、大隈重信は、検査局が大蔵省の下にあるままでは、財政の監査が十分にできないとして会計検査院の創立を太政官に建議した。大隈の建議を以下に引用する。
帝国議会開設前には、政府予算の審議権が与えられていたこともあった。
1889年、大日本帝国憲法の附属法令として会計検査院法が制定された。会計検査院法第1条にて天皇直隷の機関であり、国務大臣の命令を受けない「特立ノ地位」が規定された。会計検査院は統帥権を主張する軍部を批判できる希有な機関だった。

## 法規
設置は以下の法規に基づいている。

### 大日本帝国憲法
元々は、大日本帝国憲法第72条に「國家ノ歳出歳入ノ決算ハ會計檢査院之ヲ檢査確定シ政府ハ其ノ檢査報告ト倶ニ之ヲ帝國議會ニ提出スヘシ」と明記され、設置された。

### 日本国憲法
現行は、日本国憲法第90条に「国の収入支出の決算は、すべて毎年会計検査院がこれを検査し、内閣は、次の年度に、その検査報告とともに、これを国会に提出しなければならない。」と明記され、設置されている。

### 会計検査院法
また、内閣に対し独立の地位を有する（会計検査院法1条）。会計検査院は、会計検査院規則を定める（会計検査院法38条）。

## 管轄

### 業務

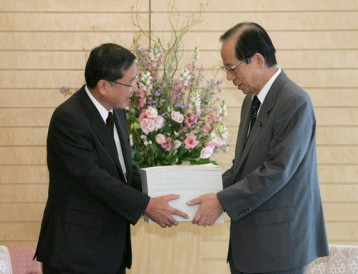
内閣総理大臣福田康夫（右）に決算検査報告を手交する会計検査院長大塚宗春（左）（2007年11月9日、総理大臣官邸にて）

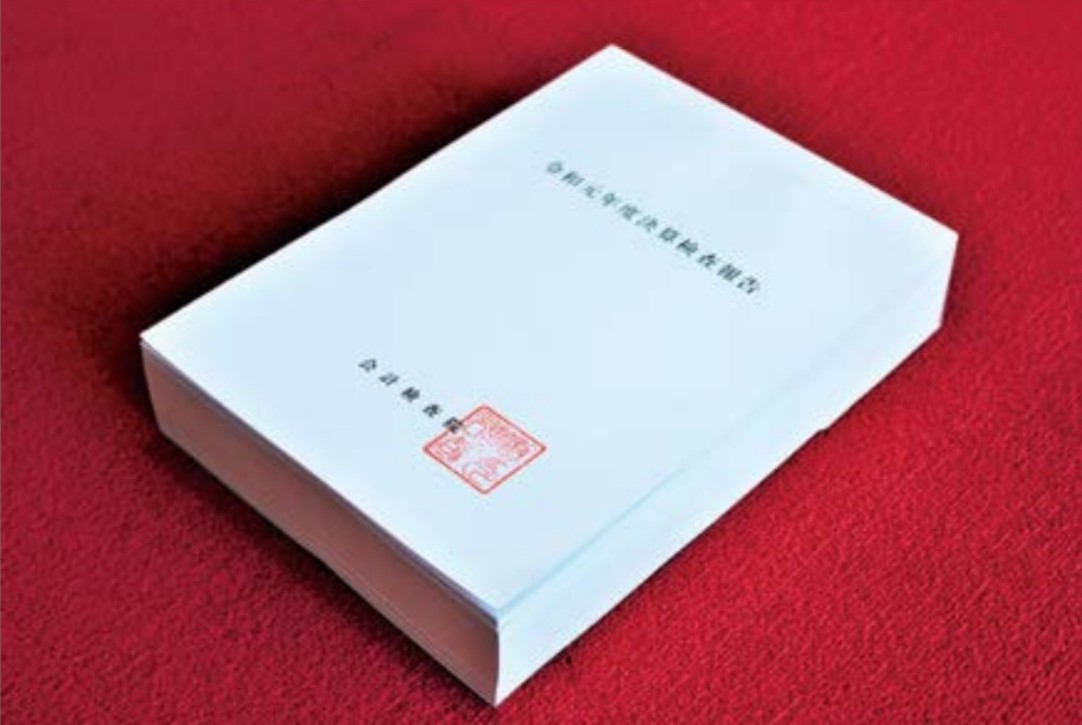
決算検査報告

- 国の収入支出の決算に対する会計検査（日本国憲法第90条・会計検査院法第20条第1項柱書）
- 会計経理の監督及び適正化（会計検査院法第20条第2項）
- 国の収入支出の決算の確認（会計検査院法第21条）
- 国の会計事務を処理する職員が故意又は重大な過失等により著しく国に損害を与えたと認める場合の懲戒の処分の要求（会計検査院法第31条）
- 賠償責任の検定（会計検査院法第32条）
  - 検定により賠償責任があるとされた場合、この責任は国会の議決に基かなければ減免されない（会計検査院法第32条第4項）。なお、有責検定（賠償責任の存在を認める内容の検定）に不服がある場合、当然に取消訴訟の対象となると解されているため[11]、この減免規定は「有責検定および各本属長官等が発する具体的な弁償命令が確定した後は、国会の議決に基かなければ減免されない」旨を定めていると理解されている。

### 範囲

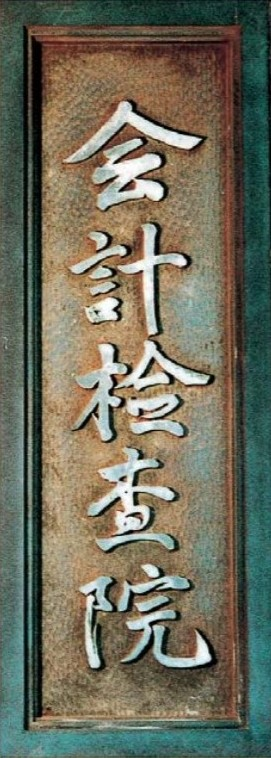

- 会計検査院法第22条において、会計検査院の検査を必要とすると定められているもの（必要的検査対象）

1. 国の毎月の収入支出
2. 国の所有する現金及び物品並びに国有財産の受払
3. 国の債権の得喪又は国債その他の債務の増減
4. 日本銀行が国のために取り扱う現金、貴金属及び有価証券の受払
5. 国が資本金の2分の1以上を出資している法人の会計
6. 法律により特に会計検査院の検査に付するものと定められた会計[注 1]

- 会計検査院法第23条において、会計検査院が検査をすることができると定められているもの（選択的検査対象）

1. 国の所有又は保管する有価証券又は国の保管する現金及び物品
2. 国以外のものが国のために取り扱う現金、物品又は有価証券の受払
3. 国が直接又は間接に補助金、奨励金、助成金等を交付し又は貸付金、損失補償等の財政援助を与えているものの会計
4. 国が資本金の一部を出資しているものの会計
5. 国が資本金を出資したものが更に出資しているものの会計
6. 国が借入金の元金又は利子の支払を保証しているものの会計
7. 国若しくは国が資本金の2分の1以上を出資している法人の工事その他の役務の請負人若しくは事務若しくは業務等の受託者又は物品の納入者のその契約に関する会計

| 会計検査院が必ず検査しなければならないもの （必要的検査対象）             | 国の毎月の収入支出                                                                                                 | 国会、裁判所、内閣、内閣府ほか11省等     |
| 会計検査院が必ず検査しなければならないもの （必要的検査対象）             | 国の所有する現金及び物品並びに国有財産の受払                                                                       | 国会、裁判所、内閣、内閣府ほか11省等     |
| 会計検査院が必ず検査しなければならないもの （必要的検査対象）             | 国の債権の得喪、国債その他の債務の増減                                                                             | 国会、裁判所、内閣、内閣府ほか11省等     |
| 会計検査院が必ず検査しなければならないもの （必要的検査対象）             | 日本銀行が国のために取り扱う現金・貴金属・有価証券の受払                                                           |                                          |
| 会計検査院が必ず検査しなければならないもの （必要的検査対象）             | 国が資本金の2分の1以上を出資している法人の会計                                                                     | 該当法人211                              |
| 会計検査院が必ず検査しなければならないもの （必要的検査対象）             | 法律により特に会計検査院の検査に付するものと定められた会計                                                         | 日本放送協会                             |
| 会計検査院が必要と認めたときに検査することができるもの （選択的検査対象） | 国の所有又は保管する有価証券、国の保管する現金及び物品                                                             |                                          |
| 会計検査院が必要と認めたときに検査することができるもの （選択的検査対象） | 国以外のものが国のために取り扱う現金・物品・有価証券の受払                                                         |                                          |
| 会計検査院が必要と認めたときに検査することができるもの （選択的検査対象） | 国が直接又は間接に補助金などを交付し又は貸付金などの財政援助を与えているものの会計                                 | 継続指定60団体                           |
| 会計検査院が必要と認めたときに検査することができるもの （選択的検査対象） | 国が直接又は間接に補助金などを交付し又は貸付金などの財政援助を与えているものの会計                                 | 年度限定指定5,366団体等（令和5年次実績） |
| 会計検査院が必要と認めたときに検査することができるもの （選択的検査対象） | 国が資本金の一部（2分の1未満）を出資しているものの会計                                                             | 継続指定9法人                            |
| 会計検査院が必要と認めたときに検査することができるもの （選択的検査対象） | 国が資本金を出資したものが更に出資しているものの会計                                                               | 継続指定15法人                           |
| 会計検査院が必要と認めたときに検査することができるもの （選択的検査対象） | 国が借入金の元金や利子の支払を保証しているものの会計                                                               | 継続指定3法人                            |
| 会計検査院が必要と認めたときに検査することができるもの （選択的検査対象） | 国又は国の2分の1以上出資法人の工事その他の役務の請負人若しくは業務等の受託者又は物品の納入者のその契約に関する会計 | 104法人等（令和5年次実績）               |

## 検査官
「検査官」は定数3人で、その身分は特別職の国家公務員である。内閣は、検査官が互選した1名を、会計検査院を代表する会計検査院長に任命する。（内閣には、院長の指名権はない）。院長は会計検査院を代表し、検査官会議の議長となる。

### 任免
衆議院・参議院両院の同意を経て、内閣が任命するとされている（いわゆる国会同意人事の一つ）。また、検査官はいわゆる認証官であり、その任免は天皇によって認証される。任期は7年 (令和5年4月以降5年) で、一回に限り再任される。また、定年は65歳と定められている。「検査官」の「官職」は、会計検査院の職務を執行する職員ではなく会計検査院を組織する構成員の職であり、官名は単に「検査官」と言って「会計検査院」の字は頭に冠さない。
各々の検査官がその意に反して罷免される場合は、以下の場合に限られる。
1. 両議院の同意が得られなかった場合（会計検査院法第4条第3項）
2. 他の検査官の合議により、心身の故障のため職務の執行ができないと決定されたとき又は職務上の義務に違反する事実があると決定された場合において、両議院の議決があったとき（会計検査院法第6条）
3. 刑事裁判により禁錮以上の刑に処せられたとき（会計検査院法第7条）

### 検査官会議

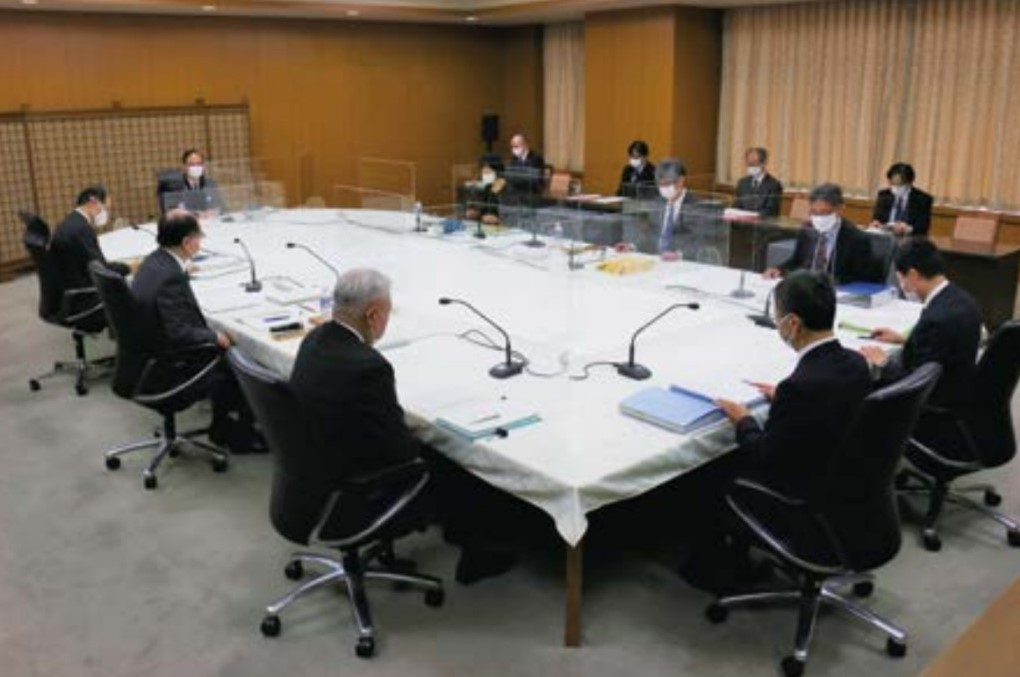
検査官会議

検査官は、会計検査院の意思決定機関である「検査官会議」を構成する（会計検査院法第2条、第11条）。
会計検査院の長たる検査官は通例「会計検査院長」と呼ばれるが、会計検査院法においては「会計検査院長」という形での官職の規定はされておらず、「会計検査院の長」（会計検査院法第3条）または「院長」（同法第10条･14条･19条の3等）とのみ規定されているため、これを受けて、会計検査院の長たる検査官を他の検査官と区別するために、「検査官（院長）」･「院長たる検査官」･「会計検査院長たる検査官」等と表記する場合もある。国家公務員法55条、特別職の職員の給与に関する法律1条では、「会計検査院長」と規定されている。
特別職の職員の給与に関する法律別表第一により、会計検査院長には国務大臣と同額の、院長以外の検査官には大臣政務官と同額の俸給が支給される。

### 会計検査院長
- 大日本帝国憲法

| 代   | 氏名       | 在任期間                       | 主要な役職                            |
| ---- | ---------- | ------------------------------ | ------------------------------------- |
| 心得 | 安藤就高   | 1880年3月10日 - 1881年5月28日  | 大蔵少丞、 会計検査院副長             |
| 1    | 山口尚芳   | 1881年5月28日 - 1881年10月21日 | 元老院議官、 貴族院議員               |
| 2    | 岩村通俊   | 1881年10月21日 - 1884年5月7日  | 北海道庁長官、 農商務大臣             |
| 3    | 渡邊昇     | 1884年5月7日 - 1898年12月20日  | 大阪府知事、 元老院議官、 貴族院議員  |
| 兼務 | 田中光顕   | 1887年5月14日 - 1888年12月3日  | 内閣書記官長、 宮内大臣               |
| 4    | 山田信道   | 1898年12月22日 - 1900年3月12日 | 農商務大臣                            |
| 5    | 内海忠勝   | 1900年3月19日 - 1901年6月2日   | 内務大臣、 貴族院議員                 |
| 6    | 田尻稲次郎 | 1901年6月5日 - 1918年2月25日   | 大蔵次官、 東京市長                   |
| 7    | 中隈敬蔵   | 1918年2月25日 - 1924年3月21日  | 会計検査院部長                        |
| 8    | 水町袈裟六 | 1924年3月27日 - 1929年11月22日 | 大蔵次官、 日本銀行副総裁             |
| 9    | 湯浅倉平   | 1929年11月22日 - 1933年2月15日 | 内大臣、 貴族院議員                   |
| 10   | 河野秀男   | 1933年2月15日 - 1938年2月16日  | 会計検査院部長、 貴族院議員           |
| 11   | 岡今朝雄   | 1938年2月16日 - 1941年10月15日 | 会計検査院部長                        |
| 12   | 河本文一   | 1941年10月24日 - 1946年6月10日 | 枢密顧問官                            |
| 13   | 荒井誠一郎 | 1946年6月26日 - 1947年8月26日  | 大蔵省専売局長官、 日本興業銀行副総裁 |

- 日本国憲法施行後
- 現行の会計検査院法に基づき在任した者について記載。なお、荒井誠一郎は大日本帝国憲法下の（旧）会計検査院法に基づき任命された者であり、日本国憲法下では新たに任命辞令を受けることなく（新）会計検査院法附則第5条第1項の経過措置により在任していたことから代数は「0」とし、後任の佐藤基から代数開始とする。
- 再任は個別の代として記載。
- 退任日に付した（願）は任期途中の依願退任、（亡）は死亡、（定）は検査官としての定年退官に伴う院長自然退任、（他）は経過措置に基づく自動的退任。付していないものは検査官としての任期満了に伴う院長自然退任。
- 院長への就任は検査官に任命された者の互選で決まり、また理論上は院長を退いて引き続き一検査官としてとどまることも可能であるため、認証官たる検査官としての任命日・免（退）官日と内閣の辞令による院長就任日・退任日は必ずしも一致しない。下表では院長としての就任日・退任日を記載する。
- 空席期間又は院長の海外出張時においては、院長でない検査官の1人が「会計検査院長職務代行」として職務を遂行する。代行就任の順序に関する規定は1947年5月3日から2006年1月30日までは「先任の検査官」が、2006年1月30日以降は「あらかじめ官報で公示した検査官」がそれぞれ優先となっている。

| 代 | 氏名       | 在任期間                             | 出身母体等での主要な役職                     |
| -- | ---------- | ------------------------------------ | -------------------------------------------- |
| 0  | 荒井誠一郎 | 1946年6月26日 - 1947年8月26日（他）  | 大蔵省専売局長官、 日本興業銀行副総裁        |
| 1  | 佐藤基     | 1947年8月26日 - 1954年8月22日        | 法制局第一部長、 特許標準局長官、 新潟県知事 |
| 2  | 東谷傳次郎 | 1954年8月27日 - 1957年8月22日        | 会計検査院事務総長                           |
| 3  | 加藤進     | 1957年8月27日 - 1959年8月31日        | 宮内次官、 宮内府次長                        |
| 4  | 山田義見   | 1959年9月25日 - 1961年8月24日        | 大蔵次官、 日本勧業銀行副総裁                |
| 5  | 芥川治     | 1961年10月17日 - 1964年8月22日       | 参議院事務総長                               |
| 6  | 小峰保榮   | 1964年8月25日 - 1966年9月21日        | 会計検査院事務総長                           |
| 7  | 塚越虎男   | 1966年10月4日 - 1967年5月21日（定）  | 大蔵省名古屋財務局長、 宮内庁皇室経済主管    |
| 8  | 山﨑高     | 1967年7月18日 - 1971年8月23日        | 衆議院事務総長                               |
| 9  | 白木康進   | 1971年10月26日 - 1973年9月29日       | 会計検査院事務総長                           |
| 10 | 白石正雄   | 1973年12月1日 - 1975年10月15日       | 大蔵省国有財産局長                           |
| 11 | 佐藤三郎   | 1975年11月25日 - 1978年10月21日      | 会計検査院事務総長                           |
| 12 | 知野虎雄   | 1978年10月24日 - 1980年11月29日      | 衆議院事務総長                               |
| 13 | 大村筆雄   | 1980年12月2日 - 1982年11月20日       | 大蔵省国有財産局長                           |
| 14 | 鎌田英夫   | 1982年11月24日 - 1985年10月22日      | 会計検査院事務総長                           |
| 15 | 大久保孟   | 1985年10月25日 - 1987年3月29日（定） | 衆議院事務総長                               |
| 16 | 辻敬一     | 1987年4月3日 - 1989年4月10日（願）   | 行政管理事務次官（大蔵省出身）               |
| 17 | 中村清     | 1989年4月11日 - 1992年10月23日       | 会計検査院事務総長                           |
| 18 | 中島隆     | 1992年10月30日 - 1994年4月4日（定）  | 衆議院事務次長                               |
| 19 | 矢﨑新二   | 1994年4月12日 - 1996年9月27日（定）  | 防衛事務次官（大蔵省出身）                   |
| 20 | 疋田周朗   | 1997年2月18日 - 1999年10月26日       | 会計検査院事務総長                           |
| 21 | 金子晃     | 1999年12月7日 - 2001年12月4日        | 慶應義塾大学教授                             |
| 22 | 金子晃     | 2001年12月7日 - 2002年7月30日（定）  | 慶應義塾大学教授                             |
| 23 | 杉浦力     | 2002年8月2日 - 2004年2月16日         | 総務事務次官（総理府出身）                   |
| 24 | 森下伸昭   | 2004年2月20日 - 2006年1月20日（定）  | 会計検査院事務総長                           |
| 25 | 大塚宗春   | 2006年1月27日 - 2008年2月8日（定）   | 早稲田大学教授                               |
| 26 | 伏屋和彦   | 2008年2月15日 - 2009年1月25日（定）  | 国税庁長官                                   |
| 27 | 西村正紀   | 2009年4月6日 - 2011年2月16日         | 総務事務次官（行政管理庁出身）               |
| 28 | 重松博之   | 2011年2月25日 - 2012年11月24日（定） | 会計検査院事務総長                           |
| 29 | 山浦久司   | 2013年3月11日 - 2013年5月10日（定）  | 明治大学教授                                 |
| 30 | 河戸光彦   | 2013年8月8日 - 2018年10月22日 (定)   | 会計検査院事務総長                           |
| 31 | 柳麻理     | 2018年12月7日 - 2019年8月15日 (定)   | 早稲田大学教授                               |
| 32 | 森田祐司   | 2019年9月3日 - 2023年9月1日 (定)     | 有限責任監査法人トーマツパートナー           |
| 33 | 岡村肇     | 2023年9月12日 - 2024年1月3日 (定)    | 会計検査院事務総長                           |
| 34 | 田中弥生   | 2024年1月12日 - 2025年3月19日 (定)   | 大学改革支援・学位授与機構教授               |

## 組織

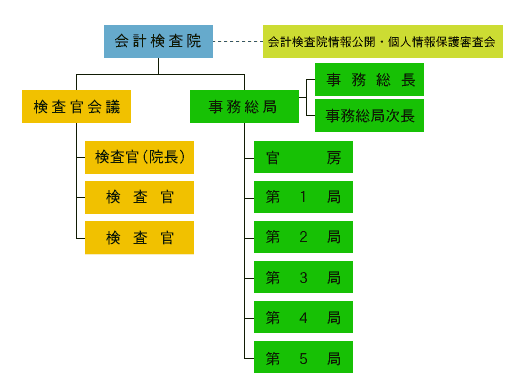
会計検査院組織図

会計検査院は、意志決定機関である検査官会議と事務総局で組織される。会計検査院は内閣から独立した行政機関である（内閣の管轄下の行政機関ではない）ため、当然に国家行政組織法の適用はなく、その内部組織は、法律である会計検査院法並びに会計検査院規則である会計検査院法施行規則及び会計検査院事務総局事務分掌及び分課規則により規定されている。

### 事務総局
- 事務総長（正式表記は「会計検査院事務総長」。「事務総局」は含まない。他省庁の事務次官にあたる）
- 事務総局次長（「事務次長」ではない。官房を実質的に統括する。他省庁の官房長にあたる）
  - 官房（正式表記は「会計検査院事務総長官房」。「事務総局」は含まない）
    - 総務課、人事課、調査課、会計課、法規課、上席検定調査官、上席企画調査官、厚生管理官、上席情報システム調査官、能力開発官、技術参事官

  - 第一局（正式表記は「会計検査院事務総局第一局」。他の局も同様）
    - 監理官、財務検査第1・第2課、司法検査課、総務検査課、外務検査課、租税検査第1・第2課
      - 担当：国会、会計検査院、内閣、人事院、内閣府、総務省、法務省、外務省、財務省、国家公安委員会、裁判所、日本銀行など

  - 第二局
    - 監理官、厚生労働検査第1～第4課、防衛検査第1～第3課、上席調査官（医療機関担当）
      - 担当：厚生労働省、防衛省など

  - 第三局
    - 監理官、国土交通検査第1～第5課、環境検査課、上席調査官（道路担当）
      - 担当：国土交通省、環境省など

  - 第四局
    - 監理官、文部科学検査第1・第2課、上席調査官（文部科学担当）、農林水産検査第1～第4課
      - 担当：文部科学省、農林水産省など

  - 第五局
    - 監理官、デジタル検査課、経済産業検査第1・第2課、特別検査課、上席調査官（情報通信・郵政担当、融資機関担当、特別検査担当）
      - 担当：総務省（情報通信関係部局）、経済産業省など

    - 特別検査課と上席調査官（特別検査担当）は、特定の検査対象府省・団体を持たず、機動的・横断的な検査に取り組むこととされており、主として国会法第105条に基づく各議院又は各議院の委員会に要請による特定事項についての会計検査・事務総長から会計経理に関する事項として特に命ぜられた事項の検査を担当している。

### 審議会等
会計検査院におかれる審議会等は、会計検査院情報公開・個人情報保護審査会（会計検査院法第19条の2から第19条の6）のみである。

### 施設等機関
会計検査院には、施設等機関は置かれていない。

### 特別の機関
会計検査院には、特別の機関は置かれていない。

### 地方支分部局
会計検査院法第19条により「会計検査院規則の定めるところにより事務総局の支局を置くことができる」となっているが、支局の設置はされていない。

### 外局
会計検査院には、外局は置かれていない。

## 所管法人
会計検査院が主管する独立行政法人は2024年4月1日現在存在しない。
会計検査院が主管する特殊法人は2024
年4月1日現在存在しない。
会計検査院が主管する特別の法律により設立される民間法人（特別民間法人）、認可法人、地方共同法人及び特別の法律により設立される法人は存在しない。

## 財政
2024年度（令和6年度）一般会計当初予算における会計検査院所管予算は162億8262万1千円である。
一般会計のほか、国会、裁判所、会計検査院、内閣、内閣府、復興庁、総務省、法務省、外務省、財務省、文部科学省、厚生労働省、農林水産省、経済産業省、国土交通省、環境省及び防衛省所管の東日本大震災復興特別会計を共管する。

## 職員
一般職の在職者数は2023年7月1日現在、会計検査院全体で1,114人（男性763人、女性351人）である。
会計検査院の定員は、特別職である検査官3人のほかに、会計検査院規則である会計検査院事務総局定員規則により、事務総局が1,251人となっている。
2024年度一般会計予算における予算定員は特別職4人、一般職1,250人の計1,254人である
会計検査院の一般職職員は非現業の国家公務員なので、労働基本権のうち争議権と団体協約締結権は国家公務員法により認められていない。団結権は認められており、職員は労働組合として、国公法の規定する「職員団体」を結成し、若しくは結成せず、又はこれに加入し、若しくは加入しないことができる（国公法第108条の2第3項）。
2024年3月31日現在、人事院に登録された職員団体の数は単一体1となっている。組合員数は312人、組織率は33.1%。

### 幹部
2025年7月1日現在、事務総局の幹部は以下のとおりである。
| 幹部職員（指定職以上）             | 幹部職員（指定職以上） |
| ---------------------------------- | ---------------------- |
| 事務総長                           | 宮川尚博               |
| 事務総局次長                       | 片桐聡                 |
| 総括審議官                         | 鷹箸博史               |
| サイバーセキュリティ・情報化審議官 | 柳瀬太郎               |
| 審議官（事務総長官房担当）         | 山崎淳也               |
| 審議官（事務総長官房担当）         | 山本敏生               |
| 第一局長                           | 佐々木規人             |
| 官房審議官（第1局担当）            | 山崎健                 |
| 官房審議官（第1局担当）            | 栗島正彦               |
| 第二局長                           | 岩城利明               |
| 官房審議官（第2局担当）            | 中尾英樹               |
| 官房審議官（第2局担当）            | 長森浩一郎             |
| 第三局長                           | 佐藤稔久               |
| 官房審議官（第3局担当）            | 谷野正明               |
| 官房審議官（第3局担当）            | 鈴木慶太               |
| 第四局長                           | 中川浩                 |
| 官房審議官（第4局担当）            | 長井剛彦               |
| 官房審議官（第4局担当）            | 富澤秀充               |
| 第五局長                           | 長岡尚志               |
| 官房審議官（第5局担当）            | 山岸和永               |
| 官房審議官（第5局担当）            | 豊岡利昌               |
| 官房審議官（第5局担当）            | 水谷一博               |

### 会計検査院事務総長
| 代 | 氏名     | 在任期間                       | 退任後                       |
| -- | -------- | ------------------------------ | ---------------------------- |
|    | 中島孝夫 | 1996年6月 - 1998年6月          |                              |
|    | 森下伸昭 | 1998年6月 - 1999年12月         |                              |
|    | 深田烝治 | 1999年12月 - 2002年12月        |                              |
|    | 関本匡邦 | 2002年12月 - 2004年12月        |                              |
|    | 重松博之 | 2004年12月 - 2009年3月31日     | 会計検査院長                 |
|    | 増田峯明 | 2009年4月1日 -                 |                              |
|    | 河戸光彦 | 2010年12月3日 -                | 会計検査院長                 |
|    | 斉藤邦俊 | 2013年3月1日 -                 |                              |
|    | 川滝豊   | 2014年4月1日 -                 |                              |
|    | 鈴木繁治 | 2015年4月1日 - 2016年3月31日   | 駐ルクセンブルク特命全権大使 |
|    | 田代政司 | 2016年4月1日 -                 |                              |
|    | 桜田桂   | 2017年4月1日 -                 |                              |
|    | 岡村肇   | 2018年4月1日 - 2018年12月      | 会計検査院検査官             |
|    | 腰山謙介 | 2018年12月5日 - 2021年12月31日 |                              |
|    | 宮内和洋 | 2022年1月1日 - 2022年12月31日  |                              |
|    | 原田祐平 | 2023年1月1日 - 2024年1月7日    | 会計検査院長                 |
|    | 篠原栄作 | 2024年1月8日 - 2025年3月31日   |                              |
|    | 宮川尚博 | 2025年4月1日 -                 |                              |

## 庁舎

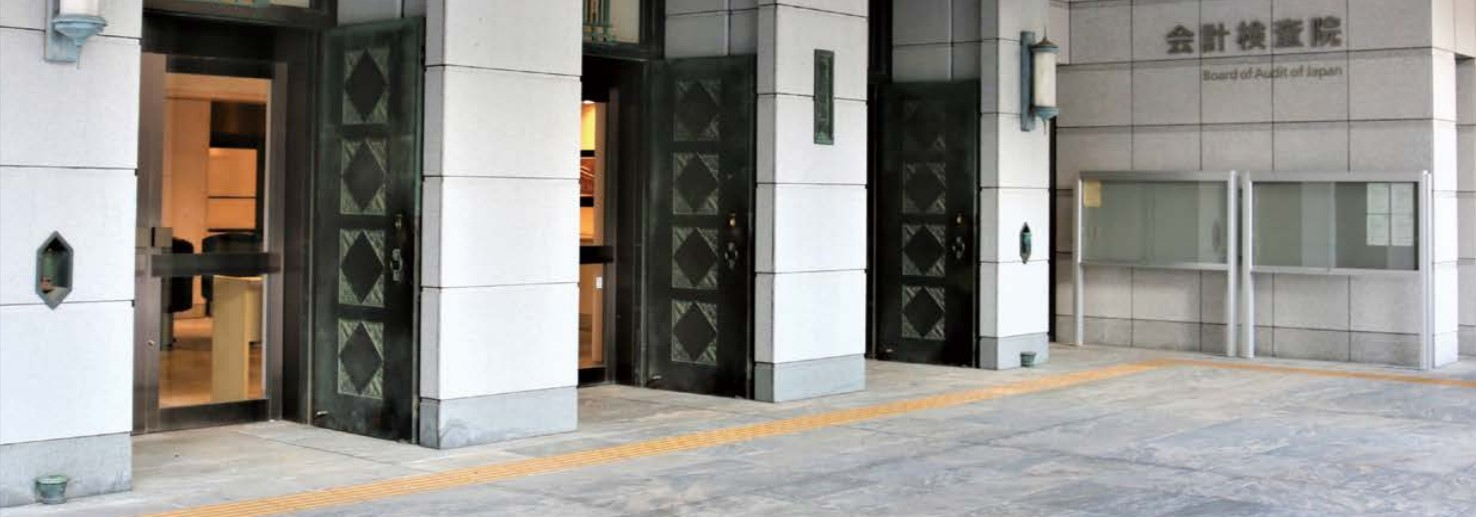
庁舎

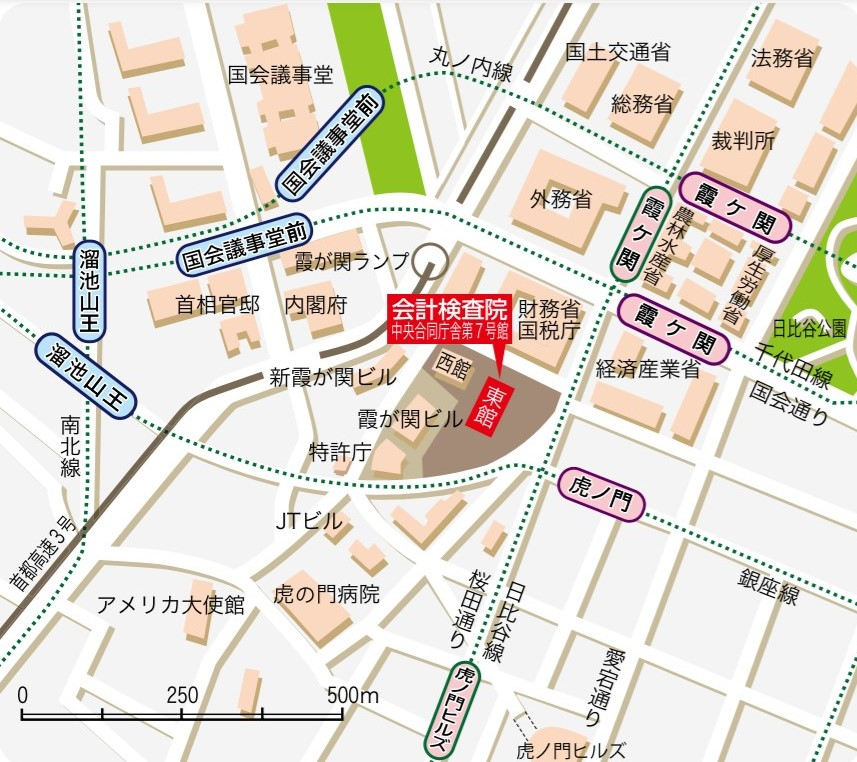
庁舎の位置

旧庁舎は文部省庁舎横にあったが、現在は東京都千代田区の霞が関にある霞が関コモンゲート東館（中央合同庁舎第7号館）に入居している。
また、公文書保管のため東京都北区王子に会計検査院王子書庫を有している。

## 国際協力
会計検査院のHPによれば、会計検査院は、世界各国・地域195のSAI（Supreme Audit Institution 最高会計検査機関）で構成される国際組織最高会計検査機関国際組織（International Organization of Supreme Audit Institutions - 略称 INTOSAI）とその地域機構の一つである最高会計検査機関アジア地域機構（Asian Organization of Supreme Audit Institutions - 略称 ASOSAI。47のSAIが加盟）に加盟し理事などを務めるほか、INTOSAIの会議への参加、海外のSAIと共同での研修の企画・実施等を行っているという。

## 不祥事
森友学園問題関連
- 2018年3月12日、会計検査院は、2017年2月から4月にかけて行われた森友学園問題に関わる決裁書類の検査の際、財務省から提出された決裁書類と、国土交通省から提出された決裁書類とに違いがあることをその時点で把握していたが、財務省の言い分を鵜呑みにし、2018年3月に至るまで参議院予算委員会に報告しなかったことを明らかにし、院長が謝罪した[20][21]。

- 2018年5月28日、2017年9月に同問題の報告書について、国会への提出前に、事前に国土交通省と財務省と協議し、撤去費用の試算を記載しないことを決定していたことが暴露され、財務省の太田充理財局長もこれを認めた[22]。

職員の不祥事
- 2023年12月22日、会計検査院職員の夫妻が通勤手当を不正に受給し、処分を受けた[23]。

## 問題点・議論

### 特定秘密保護法の会計検査権限との関係
特定秘密保護法案の閣議決定を控えた2013年9月、会計検査院は法案について「すべてを検査するとしている憲法の規定上、問題」として内閣官房に対し条文の修正を求めていた。しかしながら協議の結果条文は修正されず、代わりに内閣官房は施行後も従来通り会計検査に対応するよう各省庁に通達することを約束するにとどまった。
その後、会計検査院が特定秘密保護法で秘密指定された書類を取り扱う可能性がある職員の身辺を調べる「適性確認」を2015年（平成27年）から独自に実施していることが報じられ、プライバシー侵害の懸念がある調査が法的根拠がないまま実施されるという法制定段階では想定していなかった制度の不備が指摘された。
2017年、会計検査院は同年1月に防衛省に対して実施した会計検査で特定秘密情報を閲覧したことを明らかにした。

### 公共サービス改革プログラム
2011年4月に、行政刷新会議公共サービス改革分科会が作成した公共サービス改革プログラムにおいて、数百万円の手続き上の瑕疵による過大支出に対する合規性の観点からの指摘よりも、政策効果の乏しい億円単位の支出に対する経済性・効率性・有効性の観点からの検査の充実が求められていると指摘された。
このことに関して、分科会は「国民の期待に応えていない」等の強い表現を当初記載することとしていたが、会計検査院は、内閣府がまとめた報告書で我々の検査に意見することは慎重であるべきだとして、修正を繰り返し要求して内容を変更させていた。
会計検査院はこの問題点に対し、会計検査の基本方針において、経済性・効率性・有効性の観点からの検査を重視することとしている。
なお、会計検査院は「内閣から独立した行政機関」たる位置付けのため（日本国憲法第90条第２項に基づく会計検査院法第1条）、この問題を考察するにあたっては、最初に「内閣の一機関である内閣府が、内閣の所轄に属しない会計検査院の活動に対して『評価』をすることに法的・政治的な妥当性が認められるのか」という問題をクリアする必要がある。そして、この点を理解するにあたっては、比較法的にはアメリカ・イギリスは会計検査機関を「議会の付属機関」、フランスは「三権外の司法機関」、ドイツは日本と同様に「三権に属しない独立機関」と位置付け、何れも一般行政府とは一定の距離を置かせようとしている点、また、国会の議論においても、検査の実効性を担保するためは国会と会計検査院の関係を強化する方向での見直しが必要、との意見が出されている点にも留意する必要がある。